# Fujifilm X-Pro1
Die Fujifilm X-Pro1 ist eine spiegellose digitale Systemkamera, die im Januar 2012 vorgestellt wurde und seit März 2012 verfügbar ist. Sie ist Teil der Fujifilm-X-Serie und die erste digitale Systemkamera, die einen stochastischen Sensor verwendet.

## Merkmale
- Auflösung: Fujifilm-X-Trans-Sensor in APS-C-Größe mit 16 Megapixel
- Fujifilm-X-Bajonett Objektivanschluss
- Hybridsucher, der wahlweise elektronisch oder optisch arbeitet
- Blitzanschluss für TTL-Blitze sowie Sync-Anschluss
- Klassische Bedienung mit Einstellrädern für Zeit und Belichtungskorrektur oben auf der Kamera, Blende als Einstellring am Objektiv

## Hybridsucher
Mit dem Hybridsucher kann der Fotograf entweder optisch oder über ein eingeblendetes Display den Bildausschnitt wählen. Damit ist die Schärfentiefe und der genaue Bildausschnitt für Tele- oder Macro-Einstellungen wählbar. Hier verhält sich die Kamera wie eine EVIL-Kamera.

## Fujifilm-Objektive zur X-Pro1
Fujifilm hatte 2012 gleichzeitig mit der X-Pro1 drei passende Objektive vorgestellt:
- Fujinon XF18mm F 2 R[3] 18-mm-Festbrennweite (27-mm-Kleinbildäquivalent)
- Fujinon XF35mm F 1.4 R[4] 35-mm-Festbrennweite (53-mm-Kleinbildäquivalent)
- Fujinon XF60mm F 2.4 R Macro[5] 60-mm-Festbrennweite (91-mm-Kleinbildäquivalent)

Mittlerweile ist ein umfangreiches Angebot an Objektiven mit Fujifilm-X-Bajonett im Handel.